# Mesochorus abolitus
Mesochorus abolitus là một loài tò vò trong họ Ichneumonidae.